# Wiktorija Petrowna Lopyrjowa

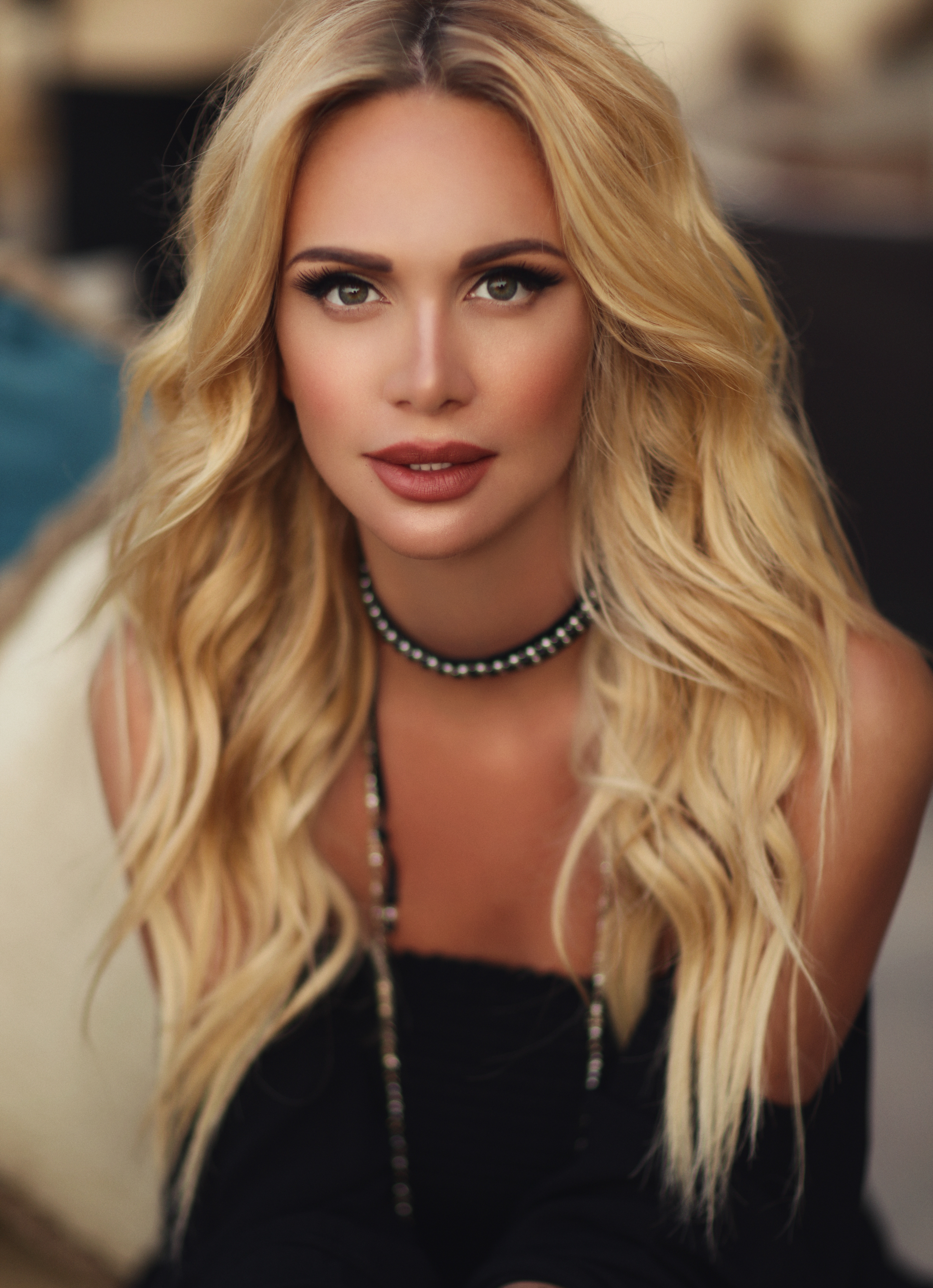
Wiktorija Lopyrjowa

Wiktorija Petrowna Lopyrjowa (russisch Виктория Петровна Лопырёва, wiss. Transliteration Viktorija Petrovna Lopyrëva; * 26. Juli 1983 in Rostow am Don, Russische SFSR, Sowjetunion) ist ein russisches Model, Fernsehmoderatorin und Schönheitskönigin, die zur Miss Russland 2003 gewählt wurde.

## Leben
Lopyrjowa studierte Betriebswirtschaftslehre an der Staatlichen Wirtschaftsuniversität Rostow. Im Jahr 1999 nahm sie erste Aufträge als Model an und erschien seitdem auf verschiedenen Magazinen. Vier Jahre später gewann sie den russischen Schönheitswettbewerb Miss Russland. 2006 trat Lopyrjowa als Moderatorin während der Miss-Europe-Wahl in der Ukraine auf. Im Jahr 2007 begann Lopyrjowa als Co-Moderatorin einer russischen Fußball-Sendung und 2008 nahm sie an der Fernsehshow Posledni geroi, dem russischen Ableger von Survivor, teil.
Lopyrjowa ist als Sonderbotschafterin der UNAIDS, einem Projekt der Vereinten Nationen zur Bekämpfung von HIV und AIDS, tätig. Während der Fußball-Weltmeisterschaft 2018 in Russland tritt sie auch als Botschafterin auf und fördert in dieser Rolle unter anderem das Image und die Traditionen Russlands.
Von 2013 bis 2016 war Lopyrjowa mit dem Fußballspieler Fjodor Smolow verheiratet.